# 斯坦利鎮區 (明尼蘇達州萊昂縣)
斯坦利鎮區（英語：Stanley Township）是位於美國明尼蘇達州萊昂縣的一個行政鎮區，於1877年成立。

## 地方資料
斯坦利鎮區的面積為91.14平方千米，皆為陸地。根據2020年美國人口普查的數據，當地共有人口194人，而人口密度為每平方千米2.13人。